# Yekouno Amlak
Yekouno Amlak ou Yakunno Amlak, né à une date inconnue et mort le 19 juin 1285, fut empereur d’Éthiopie du 10 août 1270 jusqu'à sa mort le 19 juin 1285. Il est le fondateur de la dynastie Salomonide.

## Histoire
Le prince Yekuno Amlak, originaire de la région de Borou-Miéda, près du lac Haïk, provoque une rébellion dans le Choa (Shewa). En 1268 le roi Zagwé Yetbarek après la défaite de son armée dans le Gaïnt s'enfuit et est tué dans une église. Une partie de la population du Lasta s’enfuit dans le Nord où elle forme encore aujourd’hui des groupes séparés. Un nouveau prince Zagwé soulève alors les populations du Chimézana contre Yékouno-Amlak, seigneur du Choa établi sur les montagnes du Tegoulet, avec l'aide des moines du Debra-Libanos de Ham. Mais il est vaincu, le couvent est pris et le monastère de Debre Damo reprend le dessus.
Des sources plus tardives mettent en valeur le rôle d'Iyassous-Moa, moine de Debré Damo devenu prieur de Haïk, qui aurait établi une communauté près du monastère Debra-Egziabhér du lac Haïk et guidé l’ambition de Yekuno Amlak, descendant de la dynastie légitime. D’autres récits mettent en scène Takla Haymanot, moine de Debra-Libanos du Choa, ami de Iyassous-Moa, qui aurait fait accepter au roi du Lasta Na'akueto La'ab un pacte cédant le royaume à Yekuno Amlak. Ce dernier aurait accepté de céder un tiers du royaume au monastère de Debra-Libanos, et lui aurait reconnu le droit de désigner l’aqqabé se'at (littéralement « gardien des heures », chargé de tenir et de conserver les listes royales, ainsi que d'assurer les heures de prière), supérieur des communautés monastiques de toute l’Éthiopie, confirmant par là même les prérogatives de l’Église copte d’Alexandrie sur la nomination du métropolite et l’investiture des évêques éthiopiens.
Ces récits tardifs disent que les descendants du roi du Lasta ont conservé des prérogatives sur leur province, ce que l'explorateur James Bruce confirme en 1779, lorsqu'il rapporte un incident causé par le meurtre d’un roitelet descendant de Lalibela.
Yekouno Amlak fait reconnaître son autorité sur les provinces voisines de l’Amhara, mais éprouve des difficultés avec le Tigré, au nord. Ainsi, selon le chroniqueur copte al-Mufaddal, désireux de s'entourer d'hommes neufs qui lui seraient redevables au début de son règne vers 1274, il envoie une ambassade en Égypte, afin d'obtenir la nomination d'un nouveau métropolite, ou abouna. Mais cette ambassade aurait été interceptée au Tigré, où l'on voit d'un mauvais œil la montée en puissance du Shewa et de ses monastères. Une autre source mentionne une lettre envoyée au sultan mamelouk Baybars, via le Yémen, pour demander un nouvel évêque. Aucun prélat n'ayant été nommé durant son règne, Yekouno Amlak reprocha au souverain yéménite de perturber ses relations avec Le Caire.
Son fils Yagbe'a Tseyon lui succède (1285-1294).
Avec les Salomonides s’ouvre une période de croissance rapide de deux siècles pendant lesquels, sous des souverains guerriers et lettrés, l’unité territoriale de l’Éthiopie s’affirme, ses institutions civiles et religieuses se codifient, les arts et la littérature se renouvellent.